# Гарун ібн Хумаравейх
Гарун ібн Хумаравейх (*ﻫﺎرون ابن خمارویہ, д/н — 30 грудня 904) — емір Єгипту та Сирії у 896—904 роках.

## Життєпис
Походив з династії Тулунідів. Син Хумаравейх ібн Ахмеда. Про дату народження немає достеменних відомостей. Після повалення його брата Джейша у листопаді 896 року, Гаруна посадили на трон військовики. Фактично владу перебрав візир Абу Джаафар ібн Алі з найвищими військовими очільниками. Сам Гарун поринув у розпутство, пияцтво. Скориставшись цим, у 897 році війська халіфа аль-Мутадіда вдерлися до Північної Сирії. Гарун змушений був укласти угоду, за якою поступався володіннями в Північній Сирії до міста Хомс і водночас збільшував виплату халіфу щорічної данини від 300 тис. до 450 тис. динарів.
Втім, Гарун ібн Хумаравейх і далі безтурботно жив у своєму палаці, що призвело до деморалізації війська та спустошення скарбниці. Зрештою цим вирішив скористатися халіф, який у 904 році раптово атакував війська Гаруна в Сирії, після чого стрімко вдерся до Палестини. Послаблене військо Тулунідів не чинило значного спротиву, що дало змогу аббасидським загонам досягти Нілу. В цих умовах відбувся військовий заколот, внаслідок якого Гаруна ібн-Хумаравейха було повалено і страчено, а владу перебрав його стрийко Шейбан ібн Ахмед.